# Luis Artime
Luis „Artillero“ Artime (* 12. Dezember 1938 in Mendoza) ist ein ehemaliger argentinischer Fußballspieler, der von 1962 bis 1971 in seiner Karriere sieben Mal Torschützenkönig in den ersten Ligen von Argentinien und Uruguay wurde. Er erzielte von 1959 bis 1973 in 302 Erstligaspielen in Argentinien, Brasilien und Uruguay 236 Tore und gehört damit zu den weltbesten Torschützen.

## Laufbahn

### Vereine
Im Jahr 1950 begann in seiner Heimatstadt in der Jugendabteilung beim Club El Ciclon de Palmira Mendoza die Karriere von „Diente“ Luis Artime. Der torgefährliche Angreifer gelangte über die Zwischenstation CA Independiente Junín mit 20 Jahren zu Club Atlético Atlanta nach Buenos Aires. In der Hauptstadt begann die eigentliche Karriere des zukünftigen Torjägers. Mit schnellem Antritt, eleganten Dribblings und präzisen Schüssen aus vollem Lauf setzte er sich bei Atlanta durch und erzielte 1961 in 30 Ligaspielen 25 Tore. Das führte auch am 17. Mai 1961 zu seinem Debüt in der Argentinischen Fußballnationalmannschaft. Ab dem Jahr 1962 ging „Artillero“ bei den „Roten Teufeln“ von River Plate auf Torejagd. Trotz seiner Torgefährlichkeit reichte es nur zu Vizemeisterschaften bei River Plate. Die erste Meisterschaft konnte er nach seinem Wechsel zu CA Independiente im Jahr 1967 feiern. Nach einem einjährigen Intermezzo bei Palmeiras São Paulo feierte der Torjäger ab 1969 bei Nacional Montevideo seine größten Erfolge. Er gewann mit Nacional drei Mal in Folge von 1969 bis 1971 die Meisterschaft und sicherte sich dabei jeweils die Torjägerkrone der Primera División, triumphierte mit seinem Club 1971 in der Copa Libertadores und setzte sich auch im Weltpokal gegen die Griechen von Panathinaikos Athen im Dezember 1971 durch. In Athen reichte es durch einen Artime-Treffer zu einem 1:1-Remis und am 29. Dezember setzte sich Nacional im Estadio Centenario mit zwei Treffern von Torjäger Artime mit 2:1 Toren gegen die Mannschaft von Trainer Ferenc Puskás durch. 1974 beendete Luis Artime seine erfolgreiche Karriere in seiner Heimat bei Rosario.

### Nationalmannschaft (1961–1967)
Bei der WM 1966 entwickelte er sich zu Argentiniens wirkungsvollstem Stürmer. Luis Artime war nach einem komplizierten Beinbruch und daraus herrührendem langem Verletzungsausfall und schwierigem Formaufbau bei River Plate gerade aussortiert worden und zu CA Independiente gewechselt. In England fand er jedoch zu alter Stärke zurück und beeindruckte im Angriff der Mannschaft von Trainer Juan Carlos Lorenzo. Im ersten Vorrundenspiel gegen Spanien am 13. Juli im Villa Park von Birmingham schoss er beide Tore zum 2:1-Sieg. Da in der spanischen Defensive mit Torhüter José Iribar und den Innenverteidigern Ignacio Zoco und Gallego international anerkannte Könner agierten, war seine Leistung im ersten Gruppenspiel beachtlich.

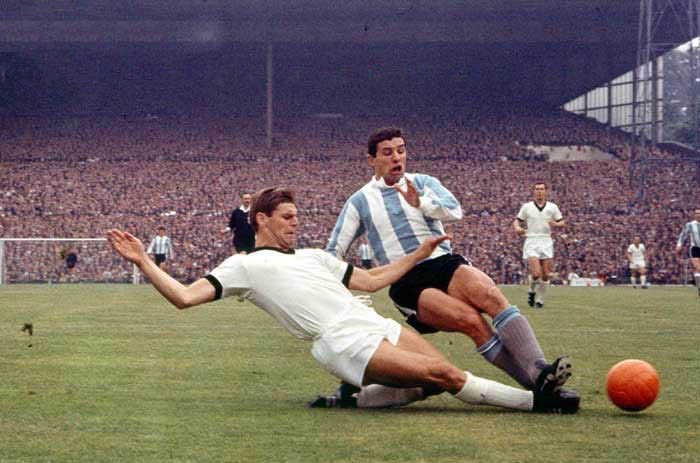
Luis Artime im Duell gegen Wolfgang Weber im Spiel Argentinien-Deutschland (WM 1966)

Drei Tage später, am 16. Juli, konnte er sich aber gegen die deutsche Innenverteidigung mit Vorstopper Wolfgang Weber und Ausputzer Willi Schulz nicht durchsetzen. Das Spiel endete 0:0. Im letzten Gruppenspiel gegen die Schweiz besorgte Artime in Sheffield beim 2:0-Erfolg den 1:0-Führungstreffer. Durch ein 0:1 gegen den späteren Weltmeister England schied Argentinien schließlich im Viertelfinale vor 90.584 Zuschauern im Wembley-Stadion aus. Torhüter Gordon Banks und der lange Jack Charlton im Verbund mit Bobby Moore verhinderten hauptsächlich in der Mannschaft von Trainer Alf Ramsey weitere Tore von Artime.
Im Januar/Februar 1967 wurde der Mittelstürmer mit seiner Mannschaft Zweiter in der Copa América. Mit fünf Treffern in fünf Spielen holte er sich dabei die Torschützenkrone. Im entscheidenden Spiel um den Titel verhinderte der überragende uruguayische Torhüter Ladislao Mazurkiewicz Tore von Artime. Er absolvierte insgesamt 25 Länderspiele und erzielte 24 Tore.